# Yvonne Darbre
Yvonne Darbre (* 21. Juli 1901 in Lausanne; † 8. Januar 1990 ebenda) war eine Schweizer Frauenrechtlerin. Von 1961 bis 1970 war sie Präsidentin des Schweizerischen Katholischen Frauenbunds (SKF), nachdem sie seit 1950 Präsidentin des Katholischen Frauenbunds der Westschweiz und Vizepräsidentin des SKF gewesen war. Sie setzte sich für das Frauenstimmrecht in der Schweiz ein, während der SKF 1970 keine einheitliche Position in dieser Frage bezog. In der zweiten, entscheidenden Abstimmung 1971 gab der SKF keine Empfehlung für das männliche Stimmvolk ab, obwohl Yvonne Darbre und ihre Nachfolgerin als Präsidentin Marie Höchli sich klar dafür einsetzten.  Yvonne Darbre setzte sich stark für eine Ja-Parole ein, doch am 1. Februar 1959 hatten die Schweizer Stimmbürger das Frauenstimmrecht noch mit 66,9 % abgelehnt. Am 7. Februar 1971 erfolgte der zweite Versuch nach dem Zweiten Weltkrieg; dabei stimmten die stimmberechtigten Schweizer Männer über eine entsprechende Verfassungsänderung ab, und befürworteten diese mit 65,7 %.

## Leben
Yvonne Darbre war eine Tochter von Paulin Olivier Garnier und Louise Augusta Clerc. Sie studierte von 1920 bis 1926 Pharmazie in Paris und London. In diesem Beruf arbeitete sie drei Jahre lang und wurde Vorstandsmitglied des Internationalen Akademikerinnenverbandes. Nach ihrer Heirat mit dem Physiker Pierre Darbre begann sie, sich in katholischen Organisationen zu engagieren. Auch arbeitete sie im Zweiten Weltkrieg im Vortragsdienst «Heer und Haus». In dieser Zeit war sie in der Flüchtlingshilfe aktiv und leitete eine Gruppe für Flüchtlingsbetreuung. 1947 wurde sie Leiterin der Waadtländischen Sektion der «Pro Filia». Auch wurde sie Vizepräsidentin des Schweizer Mädchenschutzkomitees.
Am 13. Januar 1950 wurde Darbre zur Präsidentin des Katholischen Frauenbunds der Westschweiz und im selben Jahr zur Vizepräsidentin des SKF gewählt. Von 1956 bis 1974 war sie im Vorstand der Weltunion der katholischen Frauenorganisationen. 1974 begab sie sich auf eine Projektreise durch verschiedene Länder Afrikas und nahm an der Generalversammlung in Tansania teil. Ab 1961 war sie Zentralpräsidentin des SKF. 
Yvonne Darbre engagierte sich auch für Frauenrechte in der Dritten Welt. Sie war Vorstandsmitglied von Justitia et Pax und eine der Gründerinnen und Vorstandsmitglied der Association catholique internationale des services de la jeunesse féminine. Für ihr Engagement erhielt sie 1988 den päpstlichen Orden Pro Ecclesia et Pontifice. Sie engagierte sich auch im Elisabethenopfer, Fastenopfer und anderen Aktivitäten der römisch-katholischen Kirche. 1987 erkrankte Yvonne Darbre schwer und musste ihre vielfältigen Tätigkeiten umgehend aufgeben.